# Andando
Andando es el nombre del decimoséptimo álbum del saxofonista español de jazz Perico Sambeat. Está interpretado por el "CMS Trio", cuyas iniciales corresponden a los apellidos de sus integrantes: Javier Colina al contrabajo, Marc Miralta a la batería y Perico Sambeat a los saxos y la flauta. Se trata del segundo trabajo publicado por esta formación tras la buena acogida de su disco de debut en 2007. Fue lanzado al mercado en el año 2009 por Produccions ContraBaix en colaboración con Universal Spain.

## Lista de composiciones
1. "Andando" (Perico Sambeat) - 6.03
2. "Gnawa Blues" (tradicional, arr. Javier Colina) - 6.11
3. "Verdad amarga" (Consuelo Velázquez) - 7.32
4. "Malawi" (Perico Sambeat) - 7.40
5. "Pata Pata" (Jerry Ragovoy / Miriam Makeba) - 6.15
6. "You and the night and the music" (Howard Dietz / Arthur Schwartz) - 5.58
7. "Lejana" (Perico Sambeat) - 6.21
8. "Certeza" (Tico Arnedo) - 5.54
9. "Bugalusers" (Perico Sambeat) - 6.12

## Intérpretes
CMS TRIO:
- Javier Colina: contrabajo
- Marc Miralta: batería
- Perico Sambeat: saxofón alto y soprano, flauta

## Créditos de producción
- Producción artística: Javier Colina, Marc Miralta y Perico Sambeat
- Producción ejecutiva: Álex Sánchez y Ferran López
- Producción técnica: Carles Ponce, asistido por Basi García
- Grabado el 17 y 18 de marzo de 2009 en los estudios Grabaciones Silvestres por Marc Parrot, asistido por Santiago Latorre y Joel Condal
- Mezclado y masterizado el 15 y 16 de abril de 2009 por Mario Barreiros
- Diseño gráfico: Laura Montoy
- Fotografía: Jordi Arbòs